# Conrad I de Zähringen

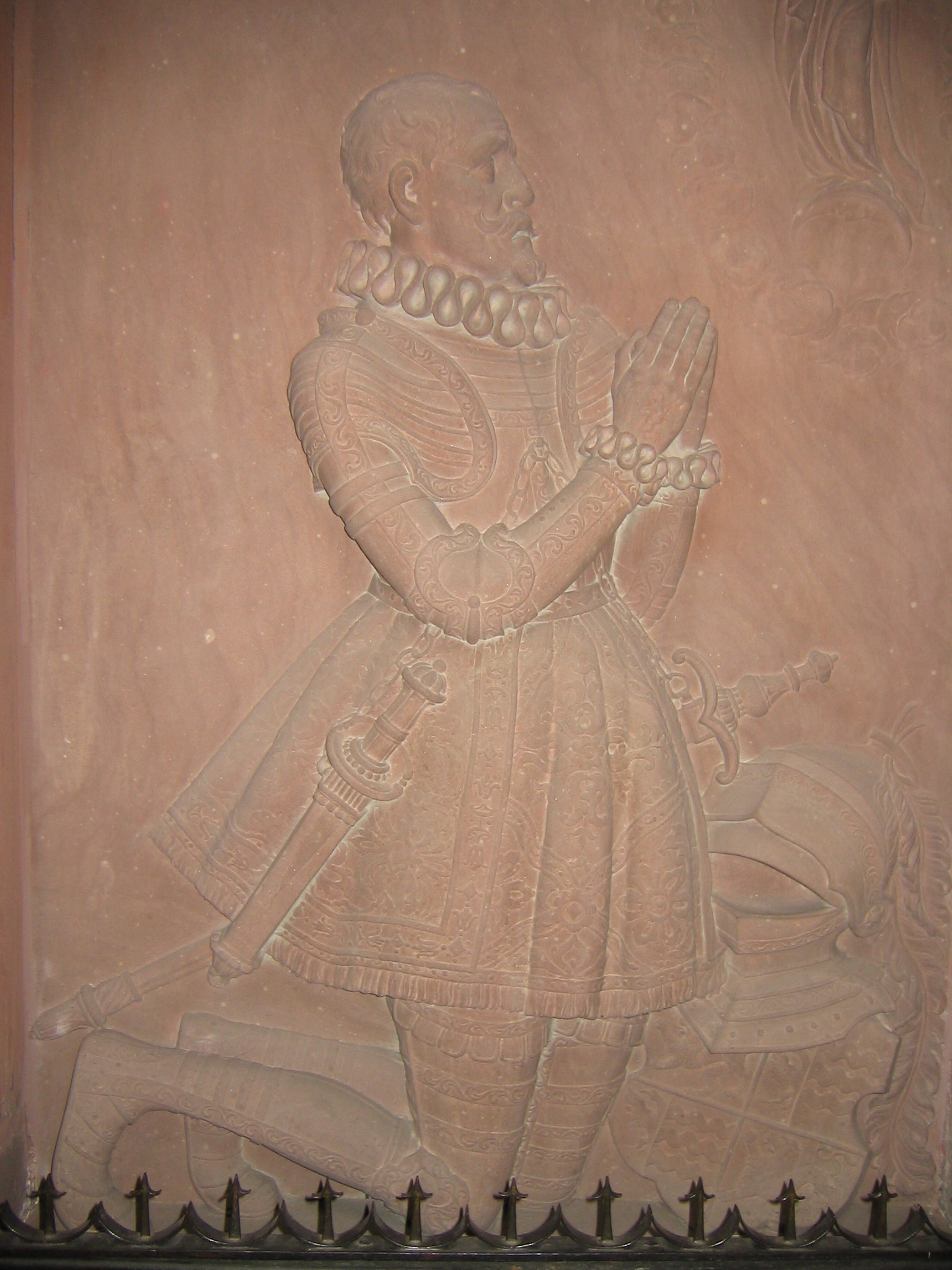
Conrad I

Conrad I (n. cca. 1090 – d. 8 ianuarie 1152, Konstanz) a fost duce de Zähringen de la 1122 până la moarte, precum și rector de Burgundia din 1127. Și-a petrecut cea mai mare parte din viață apărându-se față de puterea crescândă a Hohenstaufenilor, drept pentru care s-a aliat în cele din urmă cu Dinastia Welfilor.

## Viața
Conrad a fost fiul ducelui Berthold al II-lea de Suabia și al soției acestuia, Agnes de Rheinfelden. În 1120, Conrad și fratele său mai mare, Berthold al III-lea au acordat drepturi cetățenești orașului Freiburg. În 1122, el i-a succedat lui Berthold al III-lea ca duce de Zähringen.
În 1127, Conrad a intrat în conflict cu contele Renaud al III-lea de Burgundia, dat fiind că amândoi pretindeau moștenirea nepotului lui Conrad, contele Guillaume al III-lea de Burgundia, asasinat. În această situație, el a profitat de situația în care se afla împăratul Lothar al III-lea. Acesta avea urgentă nevoie de sprijin împotriva rivalilor săi Hohenstaufeni, drept pentru care a acordat susținere pretențiilor lui Conrad. Împăratul a respins argumentele lui Renaud, cu îndoielnicul argument că acesta ar fi eșuat în a-și îndeplini datoria de a participa la curtea imperială. Conrad a primit titlul de rector de Burgundia, fapt care denotă, cel puțin teoretic, un fel de reprezentativitate a puterii imperiale în Regatul Burgundia.
În 1138, regele Conrad al III-lea al Germaniei a preluat puterea, iar disputa dintre Welfi și Hohenstaufeni s-a destins. Până la finele anilor '50 ai secolului al XII-lea, ducii de Zähringen s-au aflat printre cei mai loiali susținători ai familiei Hohenstaufenilor.
Conrad I a murit în 1152 și a fost înmormântat în cavoul familial din abația Sfântului Petru din Munții Pădurea Neagră.

## Căsătorie și urmași
Conrad a fost căsătorit cu Clementia de Luxemburg-Namur, cu care a avut cel puțin cinci urmași:
- Adalbert, întemeietori al ramurii ducilor de Teck (Württemberg)
- Berthold, succesor în ducatul de Zähringen, ca Berthold al IV-lea
- Clementia, căsătorită cu Henric Leul, duce de Saxonia din dinastia Welfilor
- Rudolf, arhiepiscop de Mainz
- Hugo, duce de Ullenburg